# Hotel Raquel
El Hotel Raquel es un hotel construido a principios del siglo XX, en la esquina que forman las calles Amargura y San Ignacio, en La Habana Vieja hoy en día Patrimonio de la humanidad. Su nombre es en honor a la matriarca del pueblo judío, Raquel. Es un imponente edificio de tres plantas con fachada barroca y con interior de estilo Art Nouveau.

## Historia
Es obra del arquitecto venezolano Naranjo Ferrer, en un inicio sirvió como sede de una importante casa importadora de tejidos, que provenían fundamentalmente de Inglaterra, Estados Unidos, Francia y España.
Además de la lujosa arquitectura, este inmueble contaba con un gran sótano, con una capacidad de 2000 m³, así como un tranvía para el transporte de mercancías, un ascensor eléctrico, salones de estar, una biblioteca, etc.
En 1914 se fragmenta la sociedad de tejidos, por lo que se vende a la Compañía Cubana de Accidentes S.A., que se endeuda gravemente poco tiempo después, el edificio es subastado y lo compra el comerciante español Esteba Gaciedo y Torriente. Al morir sus hijos y yernos fundan la Sociedad Mercantil Compañía de Fincas Rústicas y Urbanas S.A., la que lo vende en 1957 a la Cámara de Comercio de la República de Cuba. Luego del triunfo de la Revolución, pasa a ser sede de la publicitaria del Ministerio de la Industria Alimenticia, hasta que es entregado a la Oficina del Historiador de La Habana, para su restauración y transformación en un hotel de 25 habitaciones que combina lo antiguo con la vida moderna.

## Estructura actual
Después del proceso de restauración llevado a cabo entre 1999 y el 2000, el hotel fue inaugurado formalmente el 5 de junio de 2003. Aparte de la denominación de la instalación misma, cada uno de sus espacios tiene un nombre bíblico. Por ejemplo las 11 habitaciones de la primera planta llavan los nombres de: (Abraham, Isaac, Jacob, Samuel, José, Benjamín, Rubén, Jeremías, Elías, Nehemías' y David), esta última es una junior suite.
Al subir por la escaleras nos encontramos con un segundo piso lleno de habitaciones con nombres de mujeres: (Esther, Rebeca, Sarah, Lea, Ruth, Miriam, Tamar, Séfora, Elizabeth y Hanna) y una junior suite, el de Salomón. 
La Tierra Santa, está representada en el tercer piso con los nombres de Galilea, Sinaí y Jordán.
La costumbre también se aplicó a otras instalaciones dentro del edificio como, el lobby-bar se llama Lejaim; la boutique-galería, Bezalel, y el restaurante —único en el país que oferta comida tradicional judía—, Jardín del Edén, todos situados en la planta baja.
Los interiores han sido decorados con pinturas, grabados y adornos de pintores cubanos y extranjeros, alegóricos a las distintas tradiciones judías.